# Brookesia lolontany
Brookesia lolontany este o specie de cameleoni din genul Brookesia, familia Chamaeleonidae, descrisă de Christopher John Raxworthy și Nussbaum 1995. A fost clasificată de IUCN ca specie cu risc scăzut. Conform Catalogue of Life specia Brookesia lolontany nu are subspecii cunoscute.